# Ejerslykkeskolen
Ejerslykkeskolen er en folkeskole i Odense med 2-3 spor med klasser fra børnehaveklasser til 9. klasse. Skolen har ca. 550 elever og et personale på ca. 90 ansatte. 
Skolen blev indviet i 1953 som Kragsbjergskolen. Navnet Kragsbjerg stammer fra gården Kragsbjerg, som i dag er et vandrehjem (2018). I 2011 blev den daværende Kragsbjergskole lagt sammen med Ejbyskolen, der blev nedlagt. 
Skolen skiftede derefter navn til Ejerslykkeskolen. Navnet Ejerslykke stammer fra gården "Ejerslykke", der var en af de oprindelige 14 gårde i landsbyen Ejby (Korsløkke Sogn).
Det var Birgitte Sonsby, der som skoleleder var leder af sammenlægningen af de to skoler. Birgitte Sonsby blev udnævnt i 2011 udnævnt som Årets Kommunale Leder Arkiveret 7. april 2017 hos  Wayback Machine for sit arbejde med at lukke en skole og fusionere to skolekulturer til en ny skole. 150 børn og 26 medarbejdere blev flyttet fra Ejbyskolen og fusioneret med naboen. Birgitte Sonsbys erfaring er, at man godt kan sætte de store ledelsesteorier i spil ved en fusion, men at det ofte er de små ting, der har betydning for om fusionen lykkes. "At skifte skole og skulle et nyt sted hen skaber en enorm utryghed startende hos forældre og elever. Og hvis så personalet samtidig er usikre på, om de kan lide det nye sted, og om de vil med, så forplanter det sig, og derfor er det vigtigt at få lavet en fortælling om det nye projekt", siger Birgitte Sonsby. En vigtig ting har også været at holde ti forældremøder med de nye forældre og børn i løbet af fire uger efter beslutningen.
Kragsbjergskolen blev oprindeligt bygget til at rumme ca. 400 elever, men da den var på sit højeste i slutningen af 1960'erne/begyndelsen af 1970'erne, rummede den ca.1100 elever.
- Skolens hjemmeside Arkiveret 11. februar 2010 hos  Wayback Machine

|  | Denne artikel om en bygning eller et bygningsværk kan blive bedre, hvis der indsættes et (bedre) billede. Du kan hjælpe ved at afsøge Wikimedia Commons for et passende billede eller lægge et op på Wikimedia Commons med en af de tilladte licenser og indsætte det i artiklen. |

| Skole | Spire Denne artikel om en skole, en uddannelsesinstitution eller uddannelse er en spire som bør udbygges. Du er velkommen til at hjælpe Wikipedia ved at udvide den. |

55°23.183′N 10°25.085′Ø / 55.386383°N 10.418083°Ø